# Aïcha (série de téléfilms)
Pour les articles homonymes, voir Aïcha (homonymie).
Aïcha est une série française de quatre téléfilms de Yamina Benguigui, réalisée entre 2008 et 2011, et diffusée depuis le 13 mai 2009 sur France 2 Pour le premier volet, il y a eu 5,33 millions de téléspectateurs, soit 22,3 % de part de marché, les suites ont eu beaucoup moins de succès. Aussi diffusé sur Téva en août 2015

## Synopsis
Aicha est une jeune Française d'origine algérienne, vivant dans une cité de la banlieue parisienne. Le téléfilm nous retrace son parcours, sa quête de liberté et son rêve : travailler de l'autre côté du périphérique,  « en France ».
Aïcha mène donc sa vie tant bien que mal entre la cité, son boulot dans un garage et surtout les traditions que sa culture lui impose. Elle rêve de partir, de trouver un vrai travail et de vivre à Paris avec sa meilleure amie Lisa. C'est alors qu'elle croise Patrick, un ami d'enfance. Charmé par Aïcha, il souhaite la revoir.
Mais tout n'est pas si simple lorsqu'on essaye au mieux de concilier : la famille patriarcale, les traditions musulmanes et la cité d'un côté, et de l'autre l'amour et la volonté de vivre seule avant de se marier…

### Fiche technique
Pour plus de détails, voir Fiche technique et Distribution.
- Réalisateur : Yamina Benguigui
- Scénario : Yamina Benguigui
- Date de diffusion : 13 mai 2009 sur France 2
- Durée : 90 minutes
- Musique : Bruno Cheno,
- Décors : Michel Pagès
- Costumes : Malika Khelfa

### Distribution des personnages
- Sofia Essaïdi : Aïcha Bouhamza
- Rabia Mokkedem : Mme Bouhamza
- Amidou : M. Bouhamza
- Shemss Audat : Nedjma
- Farida Khelfa : Malika
- Biyouna : Biyouna
- Linda Bouhenni : Farida
- Priscilla Attal : Lisa
- Mourad Zegbib : Fouad
- Rime Nahmani : Rim
- Bibi Naceri : Abdel
- Jean Benguigui : le docteur Accoca
- Axel Kiener : Patrick
- Katia Tchenko : Bernadette
- Bernard Montiel : lui-même
- Cyrielle Clair : Albane Granger
- Lakshan Abenayake : Medhi
- Abel Jafri : Mourad
- Grégoire Bonnet : Représentant PPR
- Marc Hoang : Monsieur Ramapo, moniteur de l'auto-école

## Second volet
Aïcha, job à tout prix est diffusé le 2 mars 2011 sur France 2 avec Saïda Jawad dans le rôle de Gloria et la participation d'Isabelle Adjani. Il y a eu 3,9 millions de téléspectateurs.

### Synopsis
Aïcha travaille maintenant comme stagiaire, à cinq cents mètres de chez elle, dans l'antenne locale d'un grand groupe parisien. Elle rêve de passer de l'autre côté du périphérique pour intégrer le siège, à Paris, mais une nouvelle arrivante nommée Gloria a le même but et est prête à tout pour obtenir ce poste. Dans ce volet, Aïcha devra faire face à de nouvelles épreuves et tenter de calmer le vent de panique que sème sa cousine Nedjma au sein de la cité.

### Fiche technique
- Réalisateur : Yamina Benguigui
- Scénario : Yamina Benguigui
- Date de diffusion : 2 mars 2011 sur France 2
- Durée : 90 minutes
- Musique : Bruno Cheno
- Décors : F. Diago
- Costumes : Malika Khelfa

### Distribution
- Sofia Essaïdi : Aïcha
- Rabia Mokkedem : Mme Bouamazza
- Amidou : M. Bouamazza
- Shemss Audat : Nedjma
- Farida Khelfa : Malika
- Biyouna : Biyouna
- Linda Bouhenni : Farida
- Priscilla Attal : Lisa
- Saïda Jawad : Gloria
- Isabelle Adjani : le docteur Assoussa
- Cyrielle Clair : Albane Granger
- Bibi Naceri : Abdel
- Axel Kiener : Patrick
- Bernard Montiel : lui-même
- Abel Jafri : Mourad
- Marc Hoang : Monsieur Ramapo, moniteur de l'auto-école

## Troisième volet
Le troisième volet d'Aïcha, Aïcha, la grande débrouille a été diffusé le mercredi 7 septembre 2011 à 20 h 35 sur France 2, avec la participation de Firmine Richard (Ginette), Philippe Lavil (Maurice), Raphaël Mezrahi (Monsieur Vignault) et Jean-Édouard Lipa. Le téléfilm n'a réuni que 11,7 % des téléspectateurs c'est-à-dire 2 931 000 téléspectateurs.

### Synopsis
Aïcha et sa famille mènent leur vie dans leur petite cité de la banlieue parisienne mais, bientôt, les esprits vont s'échauffer. En effet, l'ascenseur de la tour 216, la tour des Bouamaza tombe en panne et la colère gronde chez les habitants. Aïcha, assistée de Biyouna et d'autres, va alors devoir faire appel à la solidarité.

### Fiche technique
- Réalisateur : Yamina Benguigui
- Scénario : Yamina Benguigui
- Date de diffusion : 7 septembre 2011 sur France 2
- Durée : 90 minutes
- Musique : Bruno Cheno
- Décors : Riton Dupire-Clément
- Costumes : Malika Khelfa

### Distribution
- Sofia Essaïdi : Aïcha Bouamazza
- Rabia Mokkedem : Mme Bouamazza
- Amidou : M. Bouamazza
- Shemss Audat : Nedjma
- Farida Khelfa : Malika
- Biyouna : Biyouna
- Firmine Richard : Ginette
- Philippe Lavil : Maurice
- Axel Kiener : Patrick
- Raphaël Mezrahi : Monsieur Vignault
- Jean-Édouard Lipa : Jean-Jacques
- Marc Andréoni : Ionesco

## Quatrième volet
Un quatrième volet, Aïcha, vacances infernales, diffusé le 20 juin 2012 à 20h35. Le téléfilm réunit 3 000 000 de téléspectateurs, soit 12,5 % de parts de marché.

### Synopsis
Chaque année, la famille Bouamaza retourne au pays, « au bled », l'Algérie, à l'occasion des vacances. Mais cette année, avec la révolution du printemps arabe, le projet tombe à l'eau. Ils vont tous à Arcachon sur la côte atlantique.

### Fiche technique
- Réalisateur : Yamina Benguigui
- Scénario : Yamina Benguigui
- Date de diffusion : 20 juin 2012 sur France 2
- Durée : 90 minutes
- Musique : Bruno Cheno
- Décors : Riton Dupire-Clément
- Costumes : Malika Khelfa

### Distribution
- Sofia Essaïdi : Aïcha Bouamazza
- Rabia Mokkedem : Mme Bouamazza
- Amidou : M. Bouamazza
- Biyouna : Biyouna
- Shemss Audat : Nedjma
- Farida Khelfa : Malika
- Linda Bouhenni : Farida
- Priscilla Attal : Lisa
- Maurad Zegbib : Fouad
- Rime Nahmani : Rim
- Axel Kiener : Patrick
- Marcel Amont : Alfred
- Nathalie Corré : Nathalie
- Bernard Montiel : lui-même

## Récompense
- Prix spécial du Jury pour le premier épisode au Festival de la fiction TV de La Rochelle 2008[3].